# Děti bez hranic
Děti bez hranic je táborový spolek (dříve občanské sdružení) pořádající dětské tábory a tábory pro rodiče s dětmi. Spolek Děti bez hranic každoročně pořádá desítky táborů, po celé České republice, pro více než 3 tisíce dětí. Spolek vznikl v roce 2004 a od roku 2006 je členem České rady dětí a mládeže a je zakládajícím členem Asociace dětské rekreace.

## Vedení a vedoucí

### Vedení
V čele táborového spolku Děti bez hranic jsou 4 osoby: Mgr. Josef Valter (předseda), Martin Škoda, Mgr. Martin Půlpán a od roku 2013 také Barbora Kašíková.

### Vedoucí
Vedoucí jsou zkušení a odborně způsobilí výchovní poradci s mnoholetou praxí a akreditací MŠMT.

## Tábory
Spolek Děti bez hranic pořádá jak letní, tak zimní dětské tábory, a také tábory pro rodiče s dětmi. Tyto tábory jsou určeny všem dětem a mládeži od 6 do 18 let. Spolek organizuje například letní klasické, taneční, výtvarné nebo sportovní tábory a zimní tábory na horách. Spolek také pořádá příměstské tábory.